# إسبانيا في الألعاب البارالمبية الشتوية 1992
شارك إسبانيا في دورة الألعاب البارالمبية الشتوية 1992، التي أقيمت في ألبيرفيل بفرنسا، في الفترة الممتدة من 25 مارس حتى 1 أبريل.
حصد إسبانيا 4 ميداليات في هذه الدورة (1 فضية، 3 برونزية) محتلاً المرتبة 16 في الترتيب النهائي بين 24 دولة مشاركة.

## قائمة الميداليات
| الميدالية | الرياضي / الرياضية      | المنافسة                      | المسابقة                            |
| فضية      | مانويل بوينديا نافاريتي | التزلج على المنحدرات الجليدية | تزلج المضمار الطويل B2 - رجال       |
| برونزية   | ماغدا أمو ريوس          | التزلج على المنحدرات الجليدية | سباق التعرج العملاق B1-3 - سيدات    |
| برونزية   | ماركوس مانويل يادوس     | التزلج على المنحدرات الجليدية | سباق التعرج العملاق B2 - رجال       |
| برونزية   | ميغيل أنخيل بيريث تيو   | تزلج ريفي                     | 5 كم (مسافة قصيرة) LW3,5/7,9 - رجال |